# Leptochiton (planten)
Leptochiton is een geslacht uit de narcisfamilie (Amaryllidaceae). De soorten komen voor van Ecuador tot in Peru.

## Soorten
- Leptochiton helianthus (Ravenna) Gereau & Meerow
- Leptochiton quitoensis (Herb.) Sealy

... · 
Acis · 
Amaryllis · 
Boophone · 
Clivia · 
Crinum (Haaklelie) · 
Galanthus (Sneeuwklokje) · 
Hippeastrum · 
Hymenocallis · 
Leucojum (Narcisklokje) · 
Narcissus (Narcis) · 
Pancratium · 
Scadoxus · 
Sprekelia · 
Sternbergia · 
...